# Селце (Штип)
Селце (мкд. Селце) је насеље у Северној Македонији, у средишњем делу државе. Селце је село у саставу општине Штип.

## Географија
Селце је смештено у средишњем делу Северне Македоније. Од најближег града, Штипа, насеље је удаљено 14 km јужно.
Насеље Селце се налази у историјској области Лакавица. Насеље је положено у долини реке Криве Лакавице, леве притоке Брегалнице. Југозападно од насеља издиже се Конечка планина. Надморска висина насеља је приближно 480 метара.
Месна клима је умерено континентална.

## Становништво
Селце је према последњем попису из 2002. године имало 169 становника.
Већинско становништво су Турци (86%), а остало су махом етнички Македонци (11%). До почетка 20. века искључиво становништво у селу били су Турци.
Претежна вероисповест месног становништва је ислам.